# قانون الكتاب المقدس الأرثوذكسي التوحيدي
قانون الكتاب المقدس الأرثوذكسي التوحيدي او قانون  الكتاب المقدس الاثيوبي ويسمى ايضا الكتاب المقدس الحبشي (بالانكليزية:Orthodox Tewahedo biblical canon) إن قانون الكتاب المقدس التوحيدي الأرثوذكسي هو نسخة من الكتاب المقدس المسيحي الذي تستخدمه كنيستان أرثوذكسيتان شرقيتان مع التقاليد الإثيوبية والإريترية: كنيسة التوحيد الأرثوذكسية الإثيوبية وكنيسة التوحيد الأرثوذكسية الإريترية. تعتبر الكتب الـ 81 أكبر وأوسع الكتب الكتابية تنوعًا في العالم المسيحي التقليدي. يقسم العلماء الغربيون الشريعة إلى فئتين. أحدهما عبارة عن قانون أضيق يتكون أساسًا من كتب مألوفة لدى الغربيين، والآخر عبارة عن قانون أوسع يتضمن تسعة كتب إضافية من كتبه. يتضمن الكتاب المقدس الإثيوبي، والذي ربما يكون أقدم كتاب مقدس مسيحي، ما بين 81 إلى 84 كتابًا، اعتمادًا على عوامل مختلفة.وفي نسخ اخرى 88 سفر

## المحتوى
يتكون الكتاب المقدس للكنيسة الأرثوذكسية الإثيوبية من 81 الكتب، 46 في العهد القديم، و35 في الجديد.لدى كنيسة التوحيد الأرثوذكسية الإريترية. 46 كتابًا من العهد القديم و35 كتابًا من العهد الجديد مع إجمالي كتب الكتاب المقدس المعتمدة إلى 81 كتابًا

### قائمة الكتب (الكتب الاضافية سيضع فيها خط سفلي.)

#### العهد القديم
1 كتاب التكوين، 2 كتاب الخروج، 3 كتاب اللاويين، 4 كتاب العدد، 5 كتاب التثنية، 6 كتاب يشوع، 7 كتاب القضاة، 8 كتاب راعوث.9 (كا كتاب واحد) كتاب صموئيل الاول، كتاب صموئيل الثاني, 10 (كا كتاب واحد) كتاب الملوك الأول، كتاب الملوك الثاني، 11 كتاب أخبار الأيام الأول 12 كتاب أخبار الأيام الثاني 13 كتاب اليوبيل 14 كتاب أخنوخ.15 (كا كتاب واحد) كتاب عزرا ونحميا 16(كا كتاب واحد) كتاب عزرا الثاني وعزرا سوتوئيل 17 كتاب طوبيا 18 كتاب إستير 19 كتاب يهوديت 20 كتاب المكابيين الأول 21 (كا كتاب واحد) المكابيين الثاني والثالث 22 كتاب ايوب 23 كتاب المزامير 24 كتاب الأمثال 25 كتاب تيغسات 26 كتاب ميتسيها في طيبب (سفر الحكمة) 27 كتاب الجامعة 28 نشيد الأناشيد 29 كتاب إشعياء 30 كتاب إرمياء 31 كتاب حزقيال 32 كتاب دانيال 33 كتاب هوشع 34 كتاب عاموس 35 كتاب ميخا 36 كتاب يوئيل 37 كتاب عوبديا 38 كتاب يونان 39 كتاب ناحوم 40 كتاب حبقوق 41 كتاب صفنيا 42 كتاب حجي 43 كتاب زكريا 44 كتاب ملاخي 45 كتاب يشوع بن سيراك 46 كتاب يوسيفاس بن بجوريون

#### العهد الجديد
1 إنجيل متى. 2 إنجيل مرقس. 3 إنجيل لوقا. 4 إنجيل يوحنا. 5 أعمال الرسل 6 الرسالة إلى أهل رومية. 7 الرسالة الأولى إلى أهل كورنثوس8 الرسالة الثانية إلى أهل كورنثوس.9 الرسالة إلى أهل غلاطية.10 الرسالة إلى أهل أفسس. 11 الرسالة إلى أهل فيلبي. 12 الرسالة إلى أهل كولوسي. 13 الرسالة الأولى إلى أهل تسالونيكي. 14 الرسالة الثانية إلى أهل تسالونيكي. 15 الرسالة الأولى إلى تيموثاوس 16 الرسالة الثانية إلى تيموثاوس.17 الرسالة إلى تيطس. 18 الرسالة إلى فليمون.19 الرسالة إلى العبرانيين. 20 رسالة يعقوب.21 رسالة بطرس الأولى. 22 رسالة بطرس الثانية.23 رسالة يوحنا الأولى 24 رسالة يوحنا الثانية. 25 رسالة يوحنا الثالثة.26 رسالة يهوذا. 27 كتاب رؤيا يوحنا. 28 كتاب سيرات تسيون (الكتاب النظام) 29 تيزاز (كتاب هيرالد) 30 كتاب جيتسو 31 كتاب ابتيليس 32 كتاب الدومينو الأول 33 كتاب الدومينو الثاني 34 كتاب كليمانت 35 كتاب ديدسكاليا

## نسخ مختلفة
ملاحظة في نسخ  الكتاب المقدس الأرثوذكسي التوحيدي الاخرى التي تتكون من 84 سفر او 88 سفر فا تضيف اسفار اخرى مثل ديداخي بدون حذف اسفار وفي بعض نسخ تحذف اسفار وتضيف اخرى مثل حذف سفر المكابيين الاول والثاني والثالث واضافة المقابين الاثيوبي الاول والثاني والثالث المختلف عن محذوف.